# Inger Ljung Olsson
Inger Birgitta Ljung Olsson, född 18 maj 1967 i Hammenhög i Skåne, är en svensk journalist och TV-programledare.
Efter en journalistutbildning vid Skurups folkhögskola arbetade Olsson på lokaltidningar i Skara, Ängelholm, Lund och Malmö. Efter att ha träffat Lasse Holmqvist började hon arbeta på Öresundskanalen. Hon arbetade sedan en kort period på TV4 AB innan hon blev nyhetsuppläsare vid Sveriges Televisions lokalstation Sydnytt.
År 2004 flyttade hon till Umeå och blivande maken Gert Olsson och fick anställning på Västerbottensnytt. Våren 2011 började hon på Go'kväll.
Olsson har även varit programledare för den regionala talkshowen Eftersnack och ledde 2015 debattprogrammet Ett Sverige med tittarsiffror på uppåt en miljon.
Våren 2017 tog hon över programledarskapet i det populära konsumentgranskande programmet Plus tillsammans med Sanne Olsson men fortsatte parallellt med Go'kväll.
Sommaren 2020 drabbades hon av en hjärnhinneblödning men återkom i mars 2021 efter en längre konvalescens, något hon berättade om i Sveriges Televisions Fråga doktorn.
Inger Ljung Olsson bor i centrala Umeå med maken, som är verksam på Sveriges lantbruksuniversitet, och deras gemensamma son Oscar.